# Uperoleia lithomoda
Az Uperoleia lithomoda a kétéltűek (Amphibia) osztályának békák (Anura) rendjébe, a Myobatrachidae családba, azon belül az Uperoleia nembe tartozó faj.

## Előfordulása
Ausztrália endemikus faja. Elterjedési területe Ausztrália északi része, Nyugat-Ausztrália Kimberley régiójának északi területeitől az Északi terület északi részén át Queensland északkeleti csücskéig húzódik. Elterjedési területének mérete nagyjából 651 100 km².

## Megjelenése

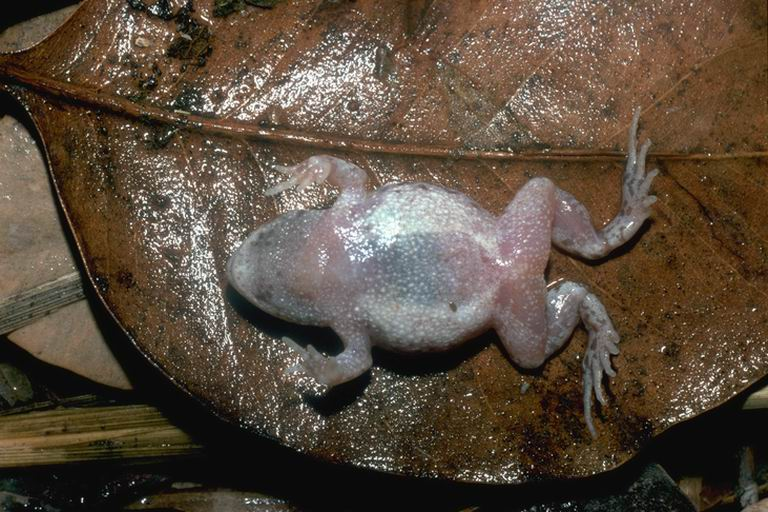
Hasi oldala

Kis termetű békafaj, testhossza elérheti a 3 cm-t. Háta világosbarna vagy sötétbarna színű, halványbarna vagy sötétbarna foltokkal. Feje középvonalán egy halványbarna hosszanti csík húzódik. Fejének oldalsó része halvány kékes-szürke. A karok felső része a vállnál halványsárga vagy barna. Hasát apró fehér pöttyök borítják; a hasa középen világosszürke, a karok és a lábak alsó felszíne közelében halvány rózsaszínű; a hímek torka sötétszürke. Az ágyék és a combok hátsó része vörös-narancsszínű. A karok és a combok alsó felülete halvány rózsaszínű. A pupilla vízszintes elhelyezkedésű, a szivárványhártya aranyszínű. Ujjai között jellemzően nincs vagy alig van úszóhártya, ujjai végén nincsenek korongok. A parotoid mirigyek és az ágyék közelében lévő mirigyek néha majdnem összeérnek, halványbarna csíkot alkotva az oldalak mentén.

## Életmódja
Nyáron, az esős évszakban szaporodik. A petéket a nőstény egyenként rakja a növényzetre, a víz felszíne alá, időszakos tavakban. Az ebihalak hossza elérheti a 3 cm-t, fekete színűek, aranyszínű pöttyökkel. Gyakran rejtőzködnek a víztestek sekély szélein. Nem ismert, hogy mennyi idő alatt fejlődnek békává.

## Természetvédelmi helyzete
A vörös lista a nem fenyegetett fajok között tartja nyilván. Populációja stabil, több természetvédelmi területen is megtalálható.